# Dorson
Gajusz Fabiusz Dorson – według relacji Appiana i Liwiusza, młody kapłan, z rodu Fabiuszów, który w czasie oblężenia Kapitolu przez Celtów  w roku 390 p.n.e. wyszedł złożyć ofiarę w świątyni Westy. W stroju według rytuału gabińskiego przeszedł niewzruszony przez sam środek wrogich wojsk, ku ich osłupieniu, niosąc w rękach ofiary, które złożył w tradycyjnym miejscu, na Wzgórzu Kwirynalskim, a następnie tą samą drogą powrócił na Kapitol. Incydent przysporzył szacunku kapłanowi w oczach współobywateli, a także wrogów. Wzmiankę o tym wydarzeniu zawarł także w swych Rocznikach historyk rzymski z pierwszej połowy II wieku p.n.e., Lucjusz Kasjusz Hemina.